# علي ثنيان الأذينة
علي ثنيان صالح الأذينة العازمي ، 1917 - 1971 عضو سابق في مجلس الأمة الكويتي.

## عن حياته
ولد في فريج الداخل ، وكان عضواً في المجلس التأسيسي عام 1961م، وعضواً في مجلس الأمة من سنة 1962م إلى سنة 1971م ، وكانت مساهماته مع العضو مرضي عبد الله الأذينة في إنشاء وتطوير البنية التحتية لمنطقة السالمية ، وتوفي سنة 1971م وهو مازال نائب مجلس أمة.

## السيرة البرلمانية
شارك في انتخابات مجلس الأمة الكويتي 1963 في الدائرة التاسعة وحصل على المركز الثاني برصيد 650 صوت وفاز بالانتخابات ، وشارك في انتخابات مجلس الأمة الكويتي 1967 في الدائرة التاسعة وحصل على المركز الأول برصيد 951 صوت وفاز بالانتخابات ، وشارك في انتخابات مجلس الأمة الكويتي 1971 في الدائرة التاسعة وحصل على المركز الثالث برصيد 950 صوت وفاز بالانتخابات ، وتوفي وهو عضو في المجلس 